# Ketton
Ketton est un village et une paroisse civile du Rutland, en Angleterre.

## Personnalités liées à Ketton
- Robert de Ketton (fl. 1141-1157), est un astronome, traducteur, prêtre et diplomate anglais actif en Espagne. On suppose que son nom vient de son lieu de naissance, qui est incertain.